# تیم کمپبل (بازیگر)
تیم کمپبل (انگلیسی: Tim Campbell؛ زادهٔ ۲۷ سپتامبر ۱۹۷۵) هنرپیشه، خواننده اهل استرالیا است که به خاطر ایفای نقش دن بیکر در خانه و دوری مشهور است. وی علناً همجنس‌گراست و با آنتونی کالئا ازدواج کرده‌است.